# 休寧巴伊葉
休寧巴伊葉（： Huening Bahiyyih；2004年7月27日—），韓國女歌手，2021年在選秀節目《Girls Planet 999》中以第二名成績成為限定女子團體Kep1er成員，於2022年1月3日正式出道活動，擔任副唱。

## 經歷

### 出道前
休寧巴伊葉出生於韓國，其韓國名字隨母姓(정)。母親是韓國人，父親那比爾·大衛·休寧（Nabil David Huening）是曾在中國發展的美籍德裔演員及歌手，所以休寧巴伊葉曾於中國生活
，因此能說一點中文，爾後回到韓國定居。三姐弟都持有美國護照。
姐姐Lea Navvab Huening(정리아)曾以藝名Lea，於女團VIVA(비바)出道
，哥哥為韓國男子團體TOMORROW X TOGETHER成員休寧凱。
出道前，曾與家人拍攝東方衛視節目《世博全家都來賽》。
曾為CUBE娛樂旗下練習生
2020年，舞蹈學院透過社交平台宣布休寧巴伊葉入選YG娛樂首輪選秀及BELIFT LAB選秀，及後經其姐姐證實休寧巴伊葉未簽約。

### 參與《Girls Planet 999》時期
2021年，參演韓國大型女團選秀節目《Girls Planet 999》，最終以得票分數923,567點排名第二（得票數第一，525,465票）期間限定女子組合Kep1er出道的9名成員其中一員。
2021年10月19日，Play M娛樂為休寧巴伊葉宣傳，公開休寧巴伊葉為旗下練習生。
| 順位（粗體為順位儀式結果） |                     |                         |                         |           |                           |            |                     |
| 主題曲排名                 | 第二集 (初評級舞台) | 第五集 (第一次排名儀式) | 第八集 (第二次排名儀式) | 第九集    | 第十一集 (第三次排名儀式) | 決賽前速報 | 第十二集 (最終排名) |
| K26                        | -                   | K06                     | P24 (K08)               | P13 (K06) | P13 (K06)                 | P5 (K05)   | P2 (K02)            |

### Kep1er時期
2022年1月3日，發行首張迷你專輯《FIRST IMPACT》，正式以Kep1er的成員活動。

## 音樂作品
原創歌曲
| 發行日期       | 歌曲名稱              | 專輯名稱                        | 備註                                               |
| 2024年12月24日 | 1. Own Love 2. 뭐해？ | [H x Rawhyun] Mixtape: Gift 4 U | 由NTX Rawhyun上傳合作 參與Own Love作詞作曲（一作） |

翻唱歌曲
| 發佈日期       | 歌曲名稱                                     | 原唱          | 備註              |
| -------------- | -------------------------------------------- | ------------- | ----------------- |
| 2022年10月20日 | All In My Head                               | Tori Kelly    | 於fancafe上傳     |
| 2023年1月27日  | Fall In Love Alone                           | Stacey Ryan   |                   |
| 2023年9月21日  | Truly                                        | Youha         | 和金采炫合唱      |
| 2023年12月30日 | Snow in California                           | Ariana Grande |                   |
| 2024年4月15日  | That's Not How This Works (Feat. Dan + Shay) | Charlie Puth  |                   |
| 2025年1月24日  | Best Mistake (Feat. Big Sean)                | Ariana Grande | 製作rap部分的旋律 |

## 影視作品

### 綜藝節目
| 年份   | 播放日期        | 電視台 | 節目名稱         | 備註 |
| 2021年 | 8月6日-10月22日 | Mnet   | Girls Planet 999 |      |

## 外部連結
團體連結
- Kep1er的官方網站 （页面存档备份，存于）
- Kep1er的Daum Cafe （页面存档备份，存于）
- Kep1er的X（前Twitter）
- Kep1er的Instagram帳戶
- Kep1er的Facebook專頁
- Kep1er的V LIVE頻道 （页面存档备份，存于）
- Kep1er的TikTok
- YouTube上的Kep1er頻道
- 休宁巴伊叶的Instagram帐户